# Підконтрольне надзвичайне використання незареєстрованих та дослідницьких втручань
Підконтрольне надзвичайне використання незареєстрованих та дослідницьких втручань (Monitored Emergency Use of Unregistered and Investigational Interventions, MEURI) — це етичний протокол, розроблений Всесвітньою організацією охорони здоров'я для оцінки потенційного використання експериментальних препаратів у разі надзвичайних ситуацій у сфері охорони здоров'я. ВООЗ рекомендує віддати перевагу терміну перед терміном «співчутливе використання» або «розширений доступ» для контрольованого використання незареєстрованих методів лікування в надзвичайних заходах охорони здоров'я.

## Приклади використання

### Західна Африка, спалах Еболи, 2014
Протокол був створений Робочою групою ВООЗ з питань Еболи у 2014 році в контексті спалаху Еболи у Західній Африці 2014 року. 

### Україна, епідемія COVID-19, 2019
Всесвітня організація охорони здоров'я рекомендувала Україні дотримуватись протоколу підконтрольного надзвичайного використання незареєстрованих та дослідницьких втручань при лікуванні COVID-19.

### США, епідемія COVID-19, 2020
Управління з продовольства і медикаментів США погодило надзвичайне використання вакцини Pfizer та BioNTech проти COVID-19.